# Warenhaus Hartoch

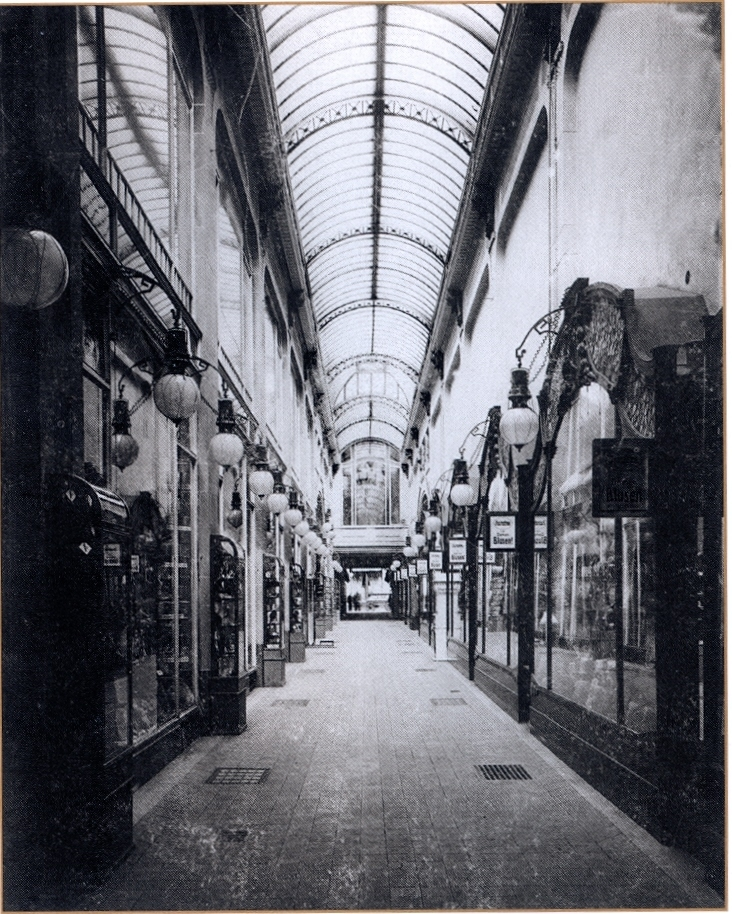
Warenhaus Hartoch Einkaufspassage, erbaut vom Architekten Richard Hultsch im Jahre 1905

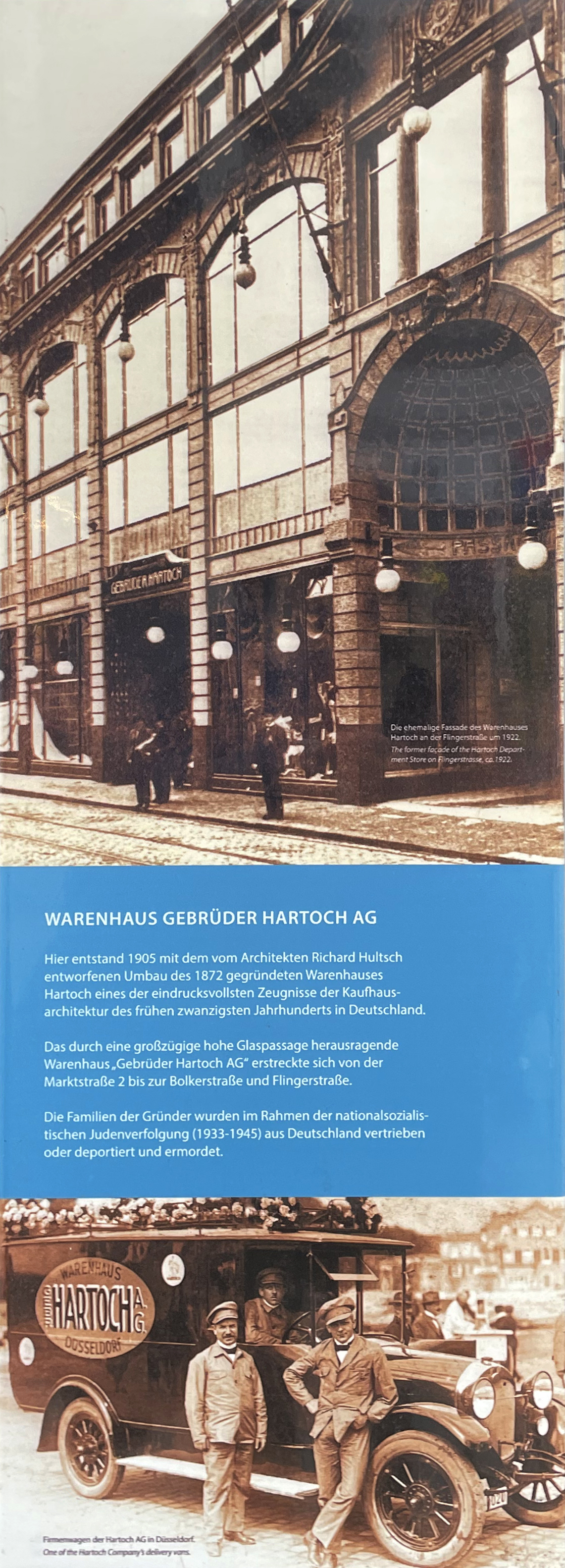
Fassade Warenhaus Hartoch Flingerstraße 20 mit Eingang zur Passage (um 1922) und Firmenwagen

Das Warenhaus Gebr. Hartoch war ein Warenhaus im Zentrum der Düsseldorfer Altstadt mit mehreren Filialen in Düsseldorf.

## Geschichte
Der jüdische Kaufmann Salomon Hartoch (1835–1899), gebürtig in Aachen, hatte 1872 sein erstes Geschäft in Düsseldorf eröffnet. In den folgenden Jahren expandierte das Unternehmen ständig weiter. Im Februar 1894 wurde die Firma „Gebrüder Hartoch“ mit den Gesellschaftern Simon Hartoch (1862–1921) und Theodor Hartoch (geb. 1870), beides Söhne von Salomon und der Rebecca, geborene Russ (1838–1883), im Düsseldorfer Register eingetragen. 1896 wurde von den Architekten Jacobs & Wehling ein neues Gebäude errichtet. Das Warenhaus Hartoch für Kurz-, Manufaktur- und Wollwaren befand sich an der Bolkerstraße 19/21. Die Baukosten betrugen 110.000 Mark. Das dreigeschossige Gebäude zeigte eine vom Erd- ins 1. Obergeschoss durchgehende Schaufensteranlage. Das 2. Obergeschoss war auch vollständig verglast und zeigte Blendarkaden. Ein Zwerchhaus mit Blendgiebel schmückte die Dachzone.
1905 wurde das Gebäude abgebrochen und mit dem benachbarten Gebäuden an der Bolkerstraße 17 bis zur Flinger Straße 20 nach Entwürfen des Architekten Richard Hultsch zu „einer großen Warenhausanlage mit Durchgangsverbindung zwischen Bolker- und Flingerstrasse“ umgebaut. Hultsch hatte die Jugendstil-Fassade und die Glaspassage entworfen. Es war eine der „ersten Einkaufspassagen Düsseldorfs“. Die Anschriften des Warenhauses der „Gebrüder Hartoch“ lauteten um 1908 Bolkerstraße 17, 19, 21, 27, Flinger Straße 18/26 und Markt (Ausgang Marktstraße 2).
Das entstandene moderne Warenhaus mit Jugendstilfassade und Glaspassage gehörte mit 2500 m² zur damaligen Zeit zu den großen in Europa. Infolge der Weltwirtschaftskrise musste die Familie Hartoch 1932 Konkurs anmelden, der auch durch eine Kooperation mit dem Woolworth-Konzern nicht abgewendet werden konnte.
Weitere Filialen gab es ab 1895 in der Friedrichstraße 2, Ecke Graf-Adolf-Straße, und ab 1897 Am Wehrhahn 34–36. In das Gebäude der Hartoch Filiale Am Wehrhahn 34–36 zog 1921, nach Umbau, die Hauptverwaltung der Rheinischen Bahngesellschaft ein und verblieb dort bis 1939.
Nur einigen Familienmitgliedern gelang die Flucht vor der nationalsozialistischen Verfolgung ins Ausland. Das Gebäude in der Altstadt wurde im Zweiten Weltkrieg zerstört, dadurch entstand zwischen der Bolkerstraße und der Flinger Straße die 1957 eröffnete Schneider-Wibbel-Gasse. Woolworth betrieb an der Flinger Straße, mit Neubau auf den Grundstücken Nr. 22–28, zwischen Schneider-Wibbel- und Kapuzinergasse, bis 2007 ein Warenhaus. Am 12. Oktober 2007 wurde an der Ecke Flinger Straße/Schneider-Wibbel-Gasse eine Stele errichtet, die an die ehemaligen Besitzer des Warenhauses Hartoch erinnert.

## Bilder

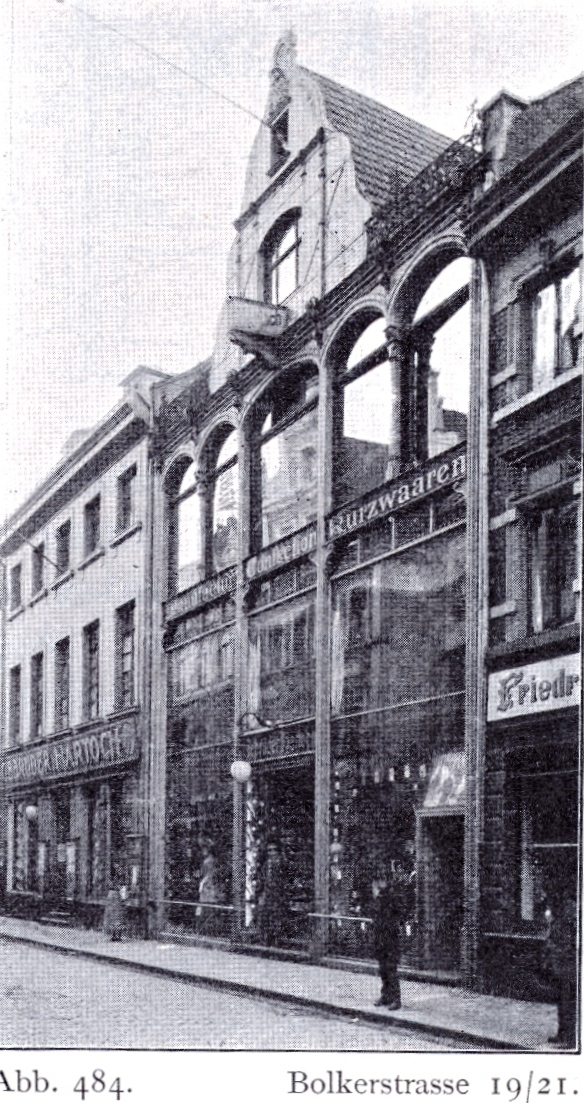
Warenhaus Hartoch an der Bolkerstraße 19 bis 21 in Düsseldorf, erbaut von den Architekten Hubert Jacobs und Gottfried Wehling im Jahre 1896
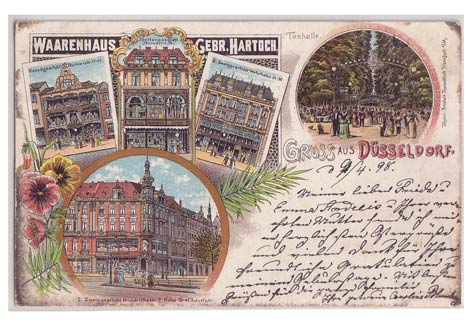
Düsseldorf, Warenhaus Hartoch Postkarte 1898
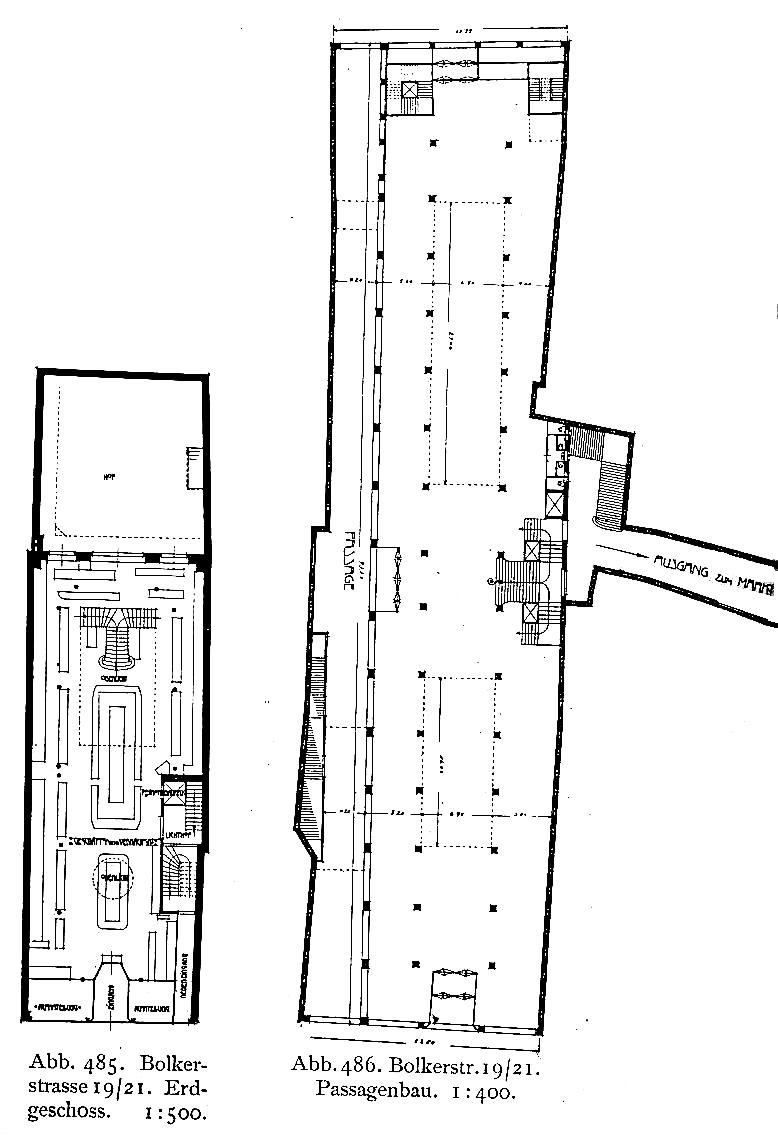
Grundriss mit geplanter Einkaufspassage
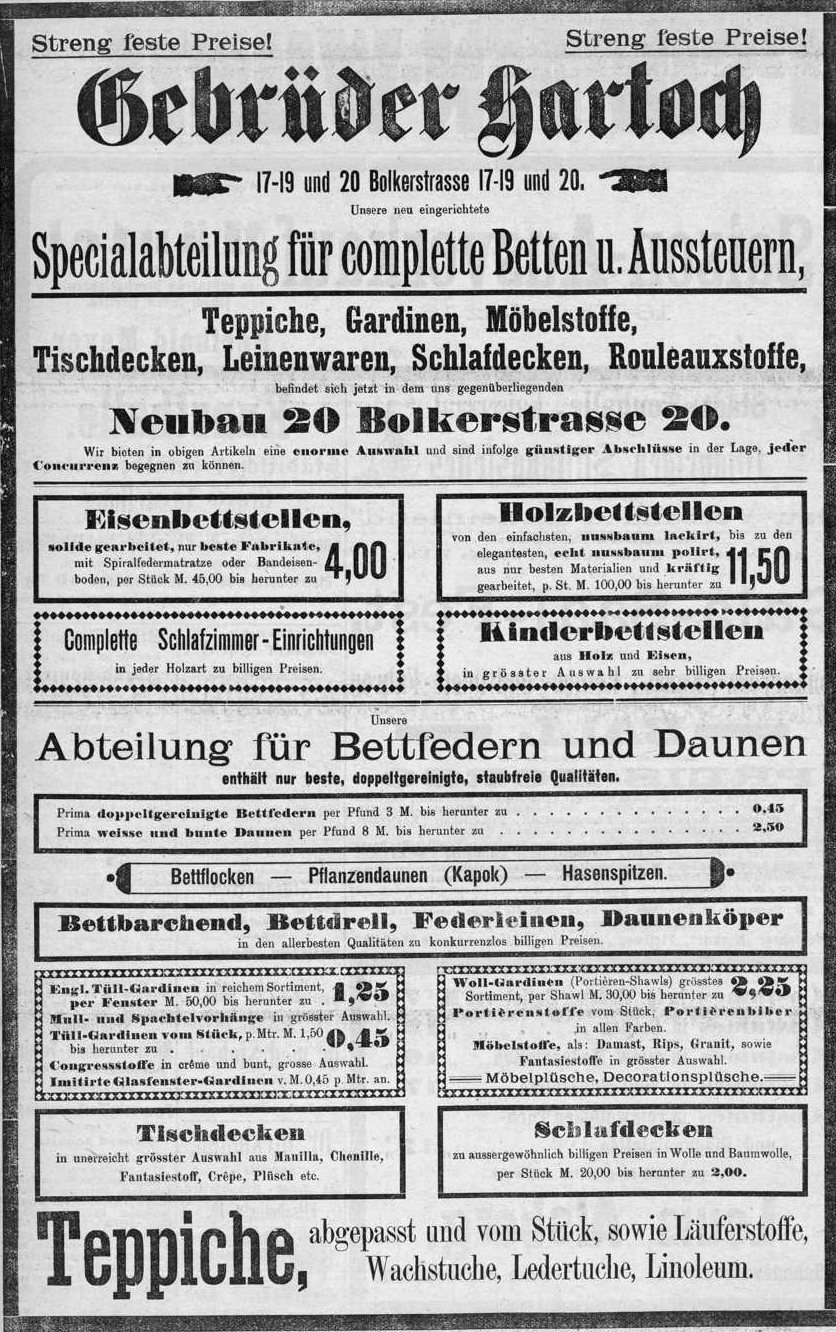
Anzeige Gebrüder Hartoch Bolkerstraße 17–19 und Neubau Bolkerstraße 20, 1894
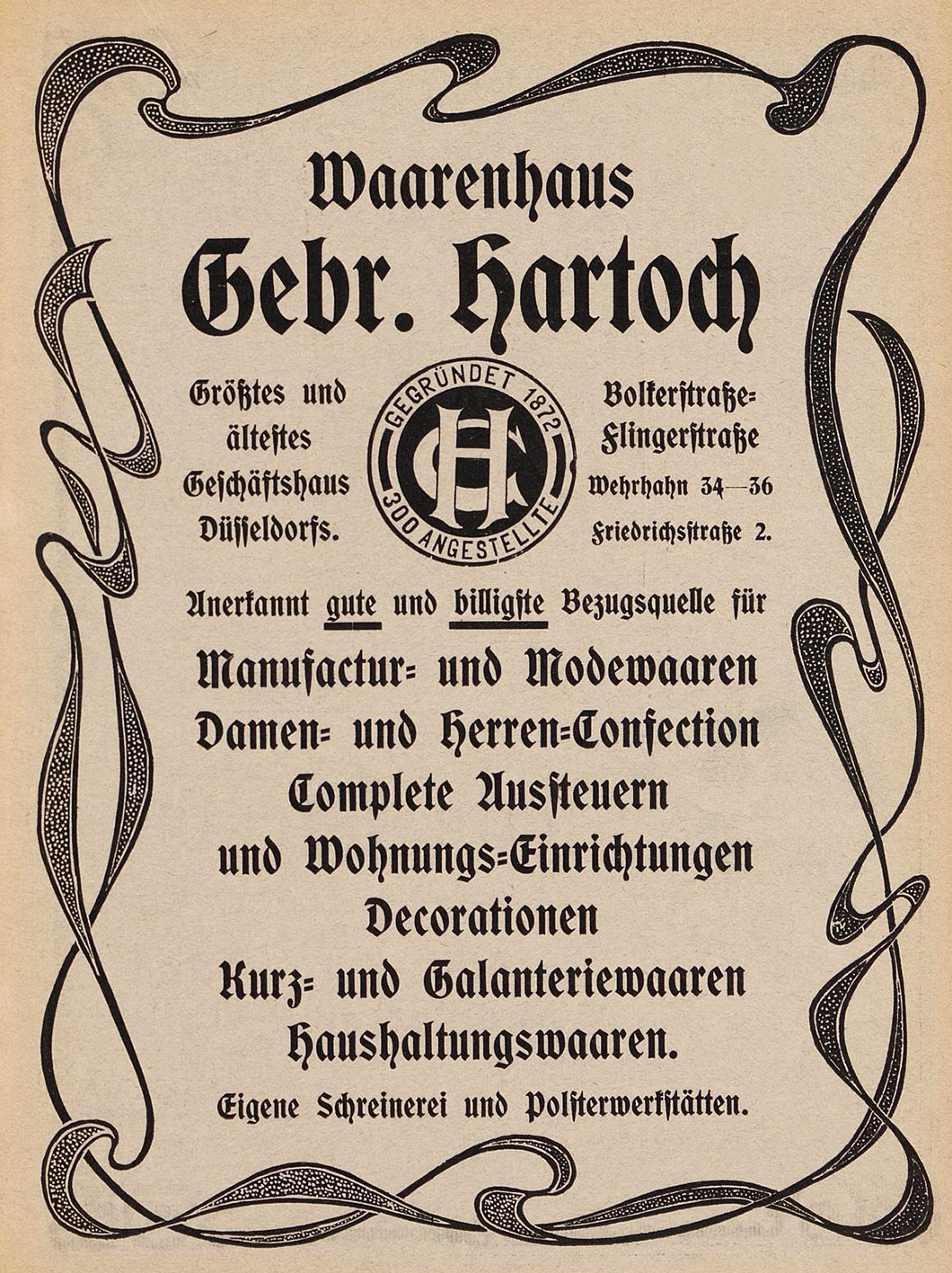
Anzeige Gebrüder Hartoch, 1902
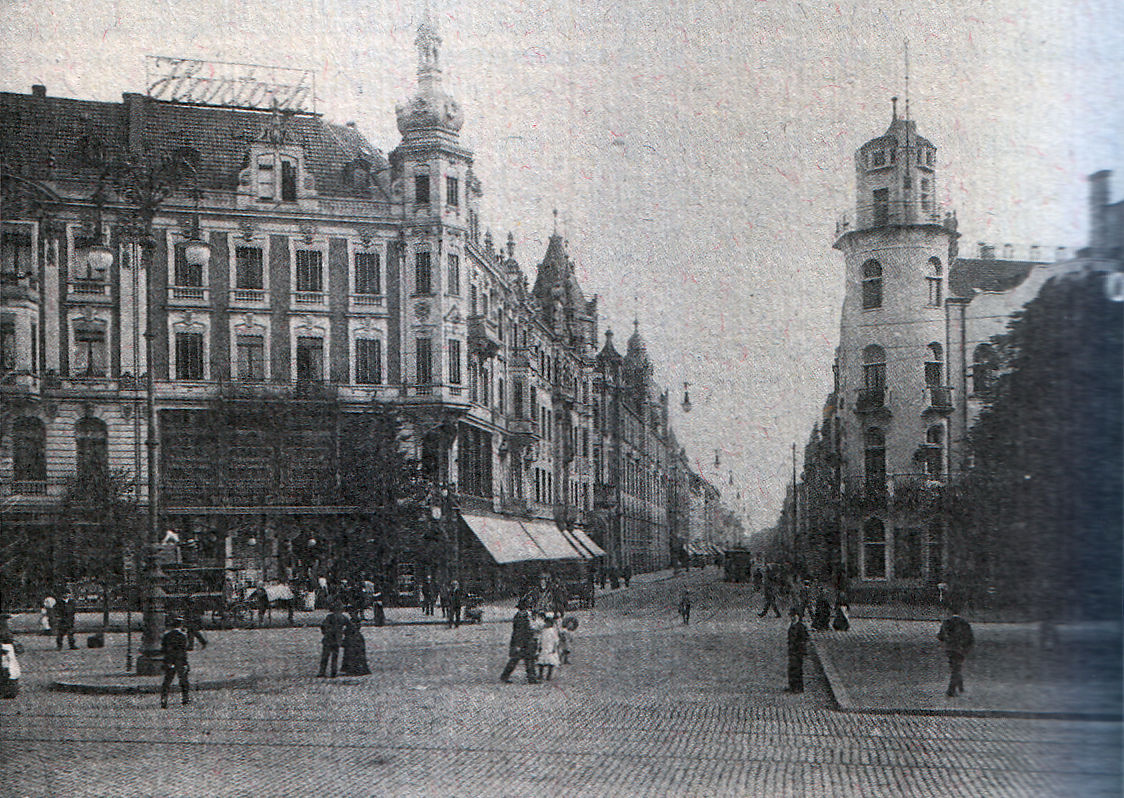
Friedrichstraße mit Warenhaus Hartoch (links), nach 1900